# Список чемпионов мира Международной боксёрской организации
Список чемпионов мира по боксу по версии МБО (IBO) включает всех чемпионов, сертифицированных Международной боксерской организацией (IBO) с 1993 года в 17 различных весовых категориях.
|  | Действующий чемпион                            |
|  | Наибольшее количество непрерывных защит титула |

### Тяжёлый вес (200+ фунт., 90.718+ кг)
| №  | Боксер            | Время действия титула             | Количество защит |
| -- | ----------------- | --------------------------------- | ---------------- |
| 1  | Пинклон Томас     | 14 ноября 1992 – 29 января 1993   | 0                |
| 2  | Лайнел Батлер     | 23 февраля 1993 — март 1993       | 0                |
| 3  | Даниэль Николсон  | 4 августа — октябрь 1994          | 0                |
| 4  | Джимми Тандер     | 29 октября 1994 — 16 июля 1995    | 2                |
| 5  | Брайан Нильсен    | 12 января 1996 — 18 июня 1999     | 5                |
| 6  | Леннокс Льюис     | 13 ноября 1999 — 22 апреля 2001   | 3                |
| 7  | Хасим Рахман      | 22 апреля — 17 ноября 2001        | 0                |
| 8  | Леннокс Льюис (2) | 17 ноября 2001 — 6 февраля 2004   | 2                |
| 9  | Владимир Кличко   | 22 апреля 2006 — 28 ноября 2015   | 18               |
| 10 | Тайсон Фьюри      | 28 ноября 2015 — 12 октября 2016  | 0                |
| 11 | Энтони Джошуа     | 29 апреля 2017 — 1 июня 2019      | 3                |
| 12 | Энди Руис         | 1 июня — 7 декабря 2019           | 0                |
| 13 | Энтони Джошуа (2) | 7 декабря 2019 — 25 сентября 2021 | 1                |
| 14 | Александр Усик    | 25 сентября 2021 — н.в.           | 5                |

### Первый тяжёлый вес (200 фунт., 90.718 кг)
| №  | Боксер            | Время действия титула            | Количество защит |
| -- | ----------------- | -------------------------------- | ---------------- |
| 1  | Дэвид Изеквайр    | 28 декабря 1993 — 5 ноября 1994  | 1                |
| 2  | Адольфо Вашингтон | 5 ноября 1994 — 17 марта 1995    | 0                |
| 3  | Тед Кофи          | 3 ноября 1995 — 1997             | 0                |
| 4  | Букер Т. Уорд     | 18 апреля 1997 — 1997            | 0                |
| 5  | Джеймс Тони       | 14 июня 1997 — февраль 1998      | 0                |
| 6  | Роберт Дэниелс    | 5 мая 1998 — 1999                | 0                |
| 7  | Томас Хирнс       | 10 апреля 1999 — 8 апреля 2000   | 0                |
| 8  | Юрай Грант        | 8 апреля 2000 — 3 февраля 2001   | 0                |
| 9  | Карл Томпсон      | 3 февраля — 26 ноября 2001       | 0                |
| 10 | Эзра Селлерс      | 26 ноября 2001 — 6 апреля 2002   | 0                |
| 11 | Себастьян Ротманн | 26 октября 2002 — 6 февраля 2004 | 1                |
| 12 | Карл Томпсон (2)  | 6 февраля 2004 — февраль 2006    | 1                |
| 13 | Томаш Адамек      | 9 июня 2007 — 2008               | 0                |
| 14 | Джонатон Бэнкс    | 12 июня 2008 — 27 февраля 2009   | 0                |
| 15 | Дэнни Грин        | 15 августа 2009 — 20 июля 2011   | 4                |
| 16 | Антонио Тарвер    | 20 июля 2011 — июль 2012         | 1                |
| 17 | Дэнни Грин (2)    | 10 апреля 1999 — 8 апреля 2000   | 0                |
| 18 | Ола Афолаби       | 2 ноября 2013 — 2015             | 0                |
| 19 | Рахим Чахкиев     | 22 мая 2015 — 4 ноября 2015      | 0                |
| 20 | Ола Афолаби (2)   | 4 ноября 2015 — 27 февраля 2016  | 0                |
| 21 | Марко Хук         | 27 февраля 2016 — 1 апреля 2017  | 1                |
| 22 | Кевин Лерена      | 9 сентября 2017 — 1 ноября 2021  | 6                |
| 23 | Дек Мэсси         | 27 ноября 2021 — 1 ноября 2022   | 1                |
| 24 | Ив Нгабу          | 9 сентября 2023 — н.в.           | 1                |

### Полутяжёлый вес (175 фунт., 79.378 кг)
| №   | Боксер             | Время действия титула             | Количество защит |
| --- | ------------------ | --------------------------------- | ---------------- |
| 1   | Ленни Ла Палья     | 20 августа 1993 — 1993            | 0                |
| 2   | Дрейк Тхадзи       | 14 мая 1997 — 12 декабря 1998     | 1                |
| 3   | Рой Джонс          | 18 ноября 1999 — 15 мая 2004      | 5                |
| 4   | Антонио Тарвер     | 15 мая — 18 декабря 2004          | 0                |
| 5   | Глен Джонсон       | 18 декабря 2004 — 18 июня 2005    | 0                |
| 6   | Антонио Тарвер (2) | 18 июня 2005 — 10 января 2006     | 1                |
| 7   | Бернард Хопкинс    | 10 января 2006 — 2007             | 0                |
| 8   | Антонио Тарвер (3) | 9 июня 2007 — 11 октября 2008     | 2                |
| 9   | Чед Доусон         | 11 октября 2008 — 14 августа 2010 | 2                |
| 10  | Жан Паскаль        | 14 августа 2010 — 21 мая 2011     | 1                |
| 11  | Анджей Фонфара     | 16 ноября 2012 — 2013             | 0                |
| 12  | Блэйк Капарелло    | 17 октября 2013 — 2014            | 0                |
| 13  | Томас Остхёйзен    | 14 марта — 5 июня 2015            | 0                |
| ... |                    |                                   |                  |
| 22  | Линдон Артур       | 1 сентября — 23 декабря 2023      | 0                |
| 23  | Дмитрий Бивол      | 23 декабря 2023 — 12 октября 2024 | 1                |
| 24  | Артур Бетербиев    | 12 октября 2024 — 22 февраля 2025 | 0                |
| 25  | Дмитрий Бивол (2)  | 22 февраля 2025 — н.в.            | 0                |

### Второй средний вес (168 фунт., 76.203 кг)
| №   | Боксер          | Время действия титула             | Количество защит |
| --- | --------------- | --------------------------------- | ---------------- |
| 1   | Вилли Болл      | 17 июля — 9 октября 1992          | 0                |
| ... |                 |                                   |                  |
| 11  | Брайан Мэги     | 10 декабря 2001 — 26 июня 2004    | 7                |
| ... |                 |                                   |                  |
| 17  | Томас Остхейзен | 26 марта 2011 — 2014              | 7                |
| ... |                 |                                   |                  |
| 21  | Крис Юбенк      | 4 февраля 2017 — 17 февраля 2018  | 2                |
| 22  | Крис Юбенк (2)  | 23 февраля — 17 декабря 2019      | 0                |
| 23  | Карлос Гонгора  | 18 декабря 2020 — 18 декабря 2021 | 1                |
| 24  | Леррон Ричардс  | 18 декабря 2021 — 2022            | 0                |
| 25  | Ослейс Иглесиас | 9 декабря 2024 — н.в.             | 3                |

### Средний вес (160 фунт., 72.574 кг)
| №   | Боксер                   | Время действия титула             | Количество защит |
| --- | ------------------------ | --------------------------------- | ---------------- |
| 1   | Гленвуд Браун            | 25 августа 1995 – 1997            | 0                |
| ... |                          |                                   |                  |
| 10  | Геннадьевич Головкин     | 9 декабря 2011 – 15 сентября 2018 | 17               |
| 11  | Геннадьевич Головкин (2) | 5 октября 2019 – 14 июня 2023     | 2                |
| 12  | Крис Юбенк               | 12 октября 2024 — н.в.            | 0                |

### Первый средний вес (154 фунт., 69.85 кг)
| №   | Боксер         | Время действия титула  | Количество защит |
| --- | -------------- | ---------------------- | ---------------- |
| 1   |                |                        | 0                |
| ... |                |                        |                  |
| 20  | Меткалф Джеймс | 20 мая 2023 — 2024     | 0                |
| 21  | Уисма Лима     | 12 декабря 2024 — н.в. | 0                |

### Полусредний вес (147 фунт., 66.678 кг)
| №   | Боксер           | Время действия титула             | Количество защит |
| --- | ---------------- | --------------------------------- | ---------------- |
| 1   |                  |                                   | 0                |
| ... |                  |                                   |                  |
| 19  | Данияр Елеусинов | 18 декабря 2021 — 27 декабря 2022 | 0                |
| 20  | Тулани Мбенге    | 19 октября 2024 — н.в.            | 0                |

### Первый полусредний вес (140 фунт., 63.503 кг)
| №   | Боксер        | Время действия титула | Количество защит |
| --- | ------------- | --------------------- | ---------------- |
| 1   |               |                       | 0                |
| ... |               |                       |                  |
| 24  | Теофимо Лопес | 10 июня 2023 — н.в.   | 1                |

### Лёгкий вес (135 фунт., 61.235 кг)
| №   | Боксер            | Время действия титула           | Количество защит |
| --- | ----------------- | ------------------------------- | ---------------- |
| 1   | Энтони Бойл       | 28 декабря 1993 — 1994          | 0                |
| ... |                   |                                 |                  |
| 7   | Майкл Айерс       | 12 марта 1999 — 26 декабря 2001 | 6                |
| ... |                   |                                 |                  |
| 20  | Джордж Камбосос   | 22 июля 2023 — 12 мая 2024      | 0                |
| 21  | Василий Ломаченко | 12 мая 2024 — 5 июня 2025       | 0                |

### Второй полулегкий вес (130 фунт., 58.967 кг)
| №   | Боксер | Время действия титула | Количество защит |
| --- | ------ | --------------------- | ---------------- |
| 1   |        |                       | 0                |
| ... |        |                       |                  |
| 21  |        |                       | 1                |

### Полулёгкий вес (126 фунт., 57.123 кг)
| №   | Боксер | Время действия титула | Количество защит |
| --- | ------ | --------------------- | ---------------- |
| 1   |        |                       | 0                |
| ... |        |                       |                  |
| 19  |        |                       | 0                |

### Второй легчайший вес (122 фунт., 55.225 кг)
| №   | Боксер | Время действия титула | Количество защит |
| --- | ------ | --------------------- | ---------------- |
| 1   |        |                       | 0                |
| ... |        |                       |                  |
| 19  |        |                       | 0                |

### Легчайший вес (118 фунт., 53.525 кг)
| №   | Боксер | Время действия титула | Количество защит |
| --- | ------ | --------------------- | ---------------- |
| 1   |        |                       | 7                |
| ... |        |                       |                  |
| 15  |        |                       | 0                |

### Второй наилегчайший вес (115 фунт., 52.163 кг)
| №   | Боксер           | Время действия титула | Количество защит |
| --- | ---------------- | --------------------- | ---------------- |
| 1   |                  |                       | 0                |
| ... |                  |                       |                  |
| 15  | Рикардо Малахика | 1 мая 2025 — н.в.     | 2                |

### Наилегчайший вес (112 фунт., 50.802 кг)
| №   | Боксер | Время действия титула | Количество защит |
| --- | ------ | --------------------- | ---------------- |
| 1   |        |                       | 5                |
| ... |        |                       |                  |
| 13  |        |                       | 0                |

### Первый наилегчайший вес (108 фунт., 48.988 кг)
| №   | Боксер              | Время действия титула  | Количество защит |
| --- | ------------------- | ---------------------- | ---------------- |
| 1   |                     |                        | 0                |
| ... |                     |                        |                  |
| 9   | Мпумелело Тшабалала | 4 сентября 2024 — н.в. | 0                |

### Минимальный вес (105 фунт., 47.627 кг)
| №   | Боксер           | Время действия титула  | Количество защит |
| --- | ---------------- | ---------------------- | ---------------- |
| 1   |                  |                        | 0                |
| ... |                  |                        |                  |
| 7   |                  |                        | 1                |
| 8   | Кацунари Такаяма | 18 декабря 2024 — н.в. | 0                |